# Codicologia
La codicologia (del llatí cōdex, gen. cōdicis, “còdex, llibre”; i del grec -λογία, -logia, "estudi, tractat"), codicografia, ciència discursiva dels manuscrits o arqueologia del llibre és la disciplina que s'ocupa de l'estudi dels manuscrits com a objectes físics, i particularment de llurs característiques externes i tècniques de composició. Ha sigut considerada una ciència auxiliar de la història i més tard ha sigut reclamada com a ciència independent per Charles Samaran el 1927.
El terme fou emprat per l'hel·lenista Alphonse Dain a la primera meitat del segle XX o potser per Charles Samaran. Durant els inicis de la disciplina hi hagué una controvèrsia respecte als noms codicologia i codicografia a causa de la diferència dels usos que li donaven Dain i Charles Samaran.
Sovint assimilada a l'arqueologia, la codicologia examina els materials (pergamí, paper, pigments, tintes, etc.) i les tècniques vinculades amb les diferents aspectes de la confecció d'un volum i de la seva enquadernació. Aquest examen permet sovint establir-ne la història i procedència. Els paleògrafs i codicòlegs contribueixen així a identificar les dades que permeten la catalogació dels llibres, i al desenvolupament d'estudis sobre la història del llibre i de les biblioteques, amb una atenció especial a les col·leccions de manuscrits. Gilbert Ouy explicà que per a estudiar un manuscrit és necessari comparar-lo amb altres, el qual implica que la metodologia de la codicologia siga la mateixa que la de l'arxivística. A més, Emanuele Casamassima l'ha comparada a la bibliologia en quant la codicologia s'ocupa dels llibres manuscrits i la bibliologia dels llibres impresos. Les últimes metodologies són la sociològica (estudia el llibre manuscrit tenint en compte que els sistemes gràfics són un producte social) i la semiològica (estudia globalment exemplars basant-se en l'afirmació "cada llenguatge és una societat").
Els punts de vista de l'estudi poden tindre un pes desigual segons l'interès de l'investigador. Així, J.P. Gumbert dividí en tres la naturalesa de l'estudi codicològic: examen el manuscrit al medi per a on fou creat (codicologia arqueològica); examinar el seu material (technologische Kodikologie); i examinar el llibre com a producte social (codicologia cultural). Albert Gruys, el 1974, dividí la disciplina en una centrada en el discurs (codicologia) i altra en la descripció (codicografia).
Durant la dècada del 1980 es reuní un equip d'investigadors a la Universitat Catòlica de Nijmegen i desenvoluparen el PCC (Producing Codicological Catalogues with the Aid of Computers), un sistema informàtic per a la catalogació dels manuscrits.
El 1993 es va defendre la codicologia comparada com a mètode per a entendre més els manuscrits al comparar còdexs de distintes tradicions.